# Kanton Joyeuse
Kanton Joyeuse (fr. Canton de Joyeuse) je francouzský kanton v departementu Ardèche v regionu Rhône-Alpes. Skládá se ze 16 obcí.

## Obce kantonu
- Beaulieu
- Chandolas
- Faugères
- Grospierres
- Joyeuse
- Labeaume
- Lablachère
- Payzac
- Planzolles
- Ribes
- Rosières
- Sablières
- Saint-Alban-Auriolles
- Saint-André-Lachamp
- Saint-Genest-de-Beauzon
- Vernon